# Kriva Palanka
Kriva Palanka (Macedonisch: Крива Паланка) is een stad en gemeente in het noorden van Noord-Macedonië.
Kriva Palanka ligt 680 meter boven zeeniveau en is het bestuurlijke, economische en culturele hart van de regio. De stad is gesticht in 1634, tijdens de regering van de Turkse vizier Bajram-Pasha. Het inwonertal groeide binnen enkele decennia tot 800. De mijnbouwproducten (metalen uit de ijzermijnen) afkomstig uit het gebied waren erg gewild in het Ottomaanse rijk. In 1689 ontstond Macedonisch verzet tegen de Turkse bezetter, en werd de stad Kriva Palanka enige maanden 'vrij'. Kriva Palanka werd pas echt bevrijd van de Turken in 1912. Tot 1915 werd het gebied geregeerd door de Serviërs, en van 1915 tot 1918 door de Bulgaren. Daarna kwam het, met de rest van Macedonië als onderdeel bij het gezamenlijk koninkrijk van Serven, Kroaten en Slovenen.
In 1936 kreeg Kriva Palanka voor het eerst 'doctors' onder zijn bevolking. De broers Boris en Dimitar Arsovi haalden hun doctorstitel (PhD) in de Franse stad Sorbonne.

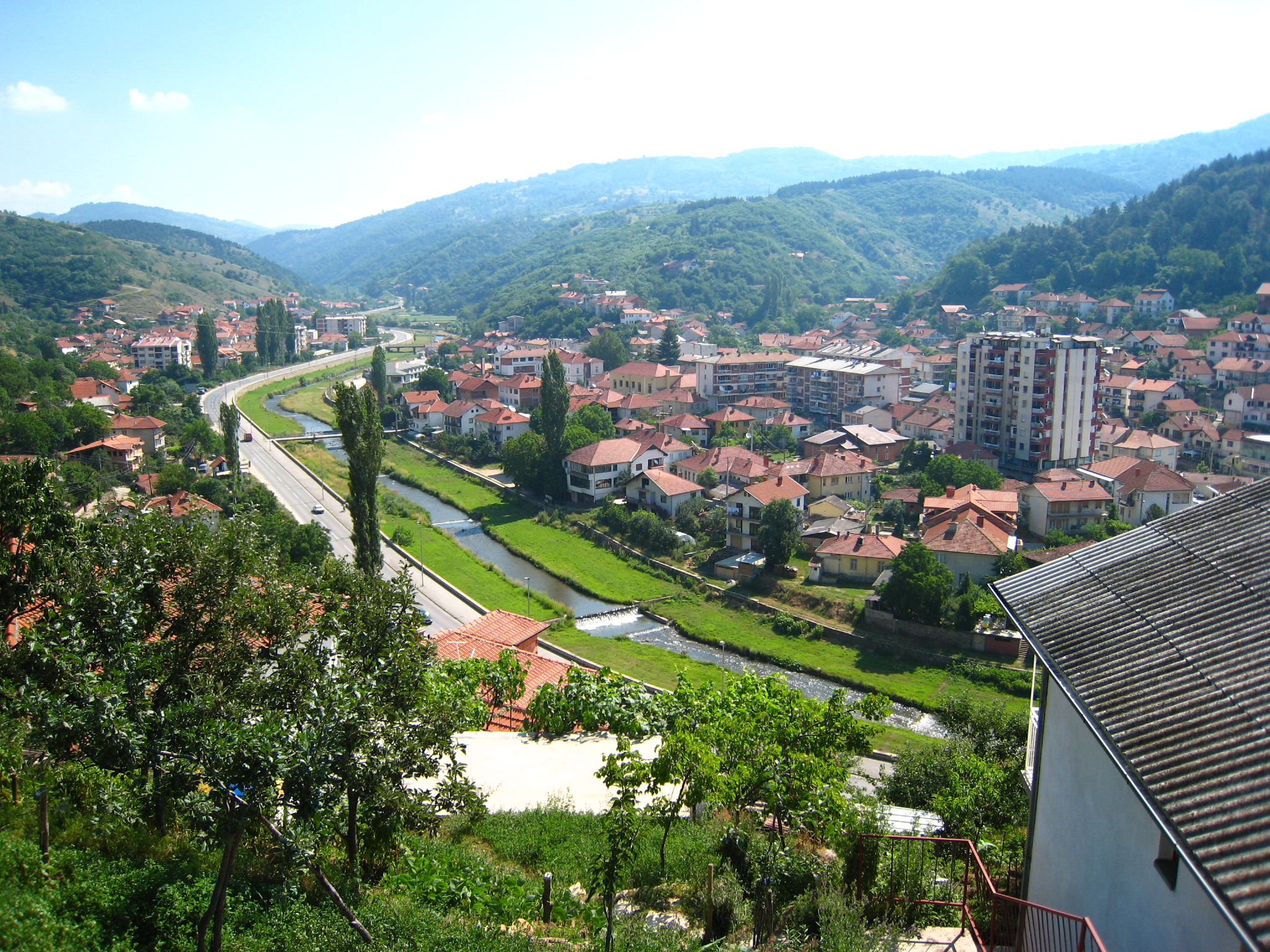